# Oxymeris albida
Oxymeris albida es una especie de gasterópodo del género Oxymeris, perteneciente a la familia Terebridae.
Se distribuye por las aguas de Australia, por Victoria y Tasmania